# Fjäll-Örnen
Fjäll-Örnen var en nyhets- och informationstidning som gavs ut i Skellefteå stad 1848–1848. Grundare var P A Boman som tidigare givit ut Arboga tidning och J E Jernberg, tidigare tryckare på samma tidning. Paret fick utgivningsbevis 27 december 1847 och tidningen gavs ut veckovis. Året efter att tidningen lades ner startade den nya tidningen Skellefteå tidning, dock med andra ägare.